# Червоний район
Черво́ний райо́н — колишній район Глухівської і Конотопської округ, Чернігівської і Сумської областей.

## Історія
Утворений як Есманський район 7 березня 1923 року з центром в Есмані у складі Новгород-Сіверської округи Чернігівської губернії з Есманської і Уланівської волостей.
14 червня 1930 року Глухівська округа ліквідована, район перейшов до Конотопської округи.
15 вересня 1930 р. розформований з віднесенням території до складу Глухівського району.
Утворений знову 17 лютого 1935 року з центром у селі Червоне (Янівка) в складі Чернігівської області. До складу району увійшли Червона (Янівська), Фотевізька, Баранівська, Пустогородська, Бачівська, Сопицька, Вільно-Слобідська, Суходольська, Уланівська, Ястребщинська, Кучерівська, Есманська, Студеноцька, Клочківська, Хотьминівська та Білокопитівська сільські ради Глухівського району.
31 серпня 1935 року перейменований на Червоний район.
26 травня 1936 року Білокопитівська сільрада перейшла до Глухівського району.
10 січня 1939 року перейшов до складу новоутвореної Сумської області.
30 грудня 1962 р. розформований, територія приєднана до складу Глухівського району.